# Landtagswahl in der Steiermark 1965
- KLS: 1
- SPÖ: 24
- ÖVP: 29
- FPÖ: 2

Die Landtagswahlen in der Steiermark 1965 fanden am 14. März 1965 statt.
Die ÖVP baute ihre Führungsposition in der Steiermark weiter aus und erreichte erstmals seit der Landtagswahl 1945 die absolute Mandatsmehrheit. Josef Krainer senior (ÖVP) stärkte damit seine Position als Landeshauptmann.
Die ÖVP erreichte 48,4 % der Stimmen (29 Mandate), die SPÖ bekam 42,2 % der Stimmen und damit 24 Mandate. Drittstärkste Partei blieb die FPÖ trotz Stimmenverlusten mit 5,8 % (2 Mandate), die Kommunisten und Linkssozialisten (KPÖ) erreichten mit 3,2 % ein Mandat. 
Erstmals kandidierte die Liberale Partei Österreichs, sie verfehlte mit 0,33 % den Einzug in den Landtag klar. Die Unabhängige Steirische Heimatliste trat lediglich im Wahlkreis Graz und Umgebung an, sie erreichte nur 0,07 % der Stimmen.

## Wahlergebnis
|                                         | Ergebnisse 1965 | Ergebnisse 1965 | Ergebnisse 1965 | Ergebnisse 1961 | Ergebnisse 1961 | Ergebnisse 1961 | Differenzen | Differenzen | Differenzen |
| --------------------------------------- | --------------- | --------------- | --------------- | --------------- | --------------- | --------------- | ----------- | ----------- | ----------- |
| Wahlberechtigte                         | 747.334         | 747.334         | 747.334         | 735.380         | 735.380         | 735.380         | + 11.954    | + 11.954    | + 11.954    |
|                                         | Stimmen         | %               | Mand.           | Stimmen         | %               | Mand.           | Stimmen     | %           | Mand.       |
| Abgegebene Stimmen                      | 716.986         | 95,94 %         | 56              | 713.741         | 97,06 %         | 48              | + 3.245     | - 1,12 %    | + 8         |
| Ungültige Stimmen                       | 12.016          | 1,68 %          |                 | 13.036          | 1,83 %          |                 | - 1.020     | - 0,15 %    |             |
| Gültige Stimmen                         | 704.970         | 98,32 %         |                 | 700.705         | 98,17 %         |                 | + 4.265     | + 0,15 %    |             |
| Partei                                  |                 |                 |                 |                 |                 |                 |             |             |             |
| Österreichische Volkspartei (ÖVP)       | 341.308         | 48,41 %         | 29              | 330.164         | 47,12 %         | 24              | + 11.144    | + 1,29 %    | + 5         |
| Sozialistische Partei Österreichs (SPÖ) | 297.166         | 42,15 %         | 24              | 292.068         | 41,68 %         | 20              | + 5.098     | + 0,47 %    | + 4         |
| Freiheitliche Partei Österreichs (FPÖ)  | 41.165          | 5,84 %          | 2               | 50.726          | 7,24 %          | 3               | - 9.561     | - 1,40 %    | - 1         |
| Kommunisten und Linkssozialisten (KLS)  | 22.535          | 3,20 %          | 1               | 26.880          | 3,84 %          | 1               | - 4.345     | - 0,64 %    | 0           |
| Liberale Partei Österreichs (LPÖ)       | 2.302           | 0,33 %          | 0               | n.k.            |                 |                 | + 2.302     | + 0,33 %    |             |
| Unabhängige Steirische Heimatliste      | 494             | 0,07 %          | 0               | n.k.            |                 |                 | + 494       | + 0,07 %    |             |